# Cisgen
Cisgen (engleză : cisgender) sau cissex este un termen care înseamnă opusul cuvântului transgen. Cuvântul se trage de la latinescul „cis” + „gen”. O persoană născută cisgen este una care nu este transgen (transsexuală), și în cazul căreia identitatea și "rolul de gen" sunt echivalente cu sexul biologic. De exemplu, o femeie cisgen este o femeie care își identifică genul cu sexul biologic. O femeie transgen este o persoană cu sex masculin, un bărbat, care se identifică cu genul feminin și încearcă să se comporte ca o femeie și/sau să își modifice aspectul estetic cât mai apropiat de una. Marea majoritate a populației umane este cisgen. Identitatea de gen nu e același lucru cu sexul biologic sau orientarea sexuală.
Identitatea de gen nu are legătură cu reproducerea sexuată. O persoană cisgen, transgen sau non-binară poate avea sau nu progenituri. Sexul reproducător nu necesită o identitate de gen specifică, în timp ce reproducerea necesită doar un singur act de copulare pentru a fertiliza ovulul prin spermatozoizi.
Există trei identități de gen: masculin, feminin, non-binar. 